# Amaurobius paon
Amaurobius paon là một loài nhện trong họ Amaurobiidae.
Loài này thuộc chi Amaurobius. Amaurobius paon được miêu tả năm 1993 bởi Konrad Thaler & Knoflach.